# Bovolone
Bovolone (Boolon, Bovolon, Bogolon) es una localidad y comune italiana de 16.000 habitantes, ubicada en la provincia de Verona (una de las siete provincias de la región de Véneto). 

## Demografía
| Gráfica de evolución demográfica de Bovolone entre 1861 y 2001 |
|                                                                |
| fuente ISTAT - elaboración gráfica a cargo de Wikipedia        |